# Biri (Stoob)
Koordinaten: 47° 31′ 41″ N, 16° 27′ 42″ O

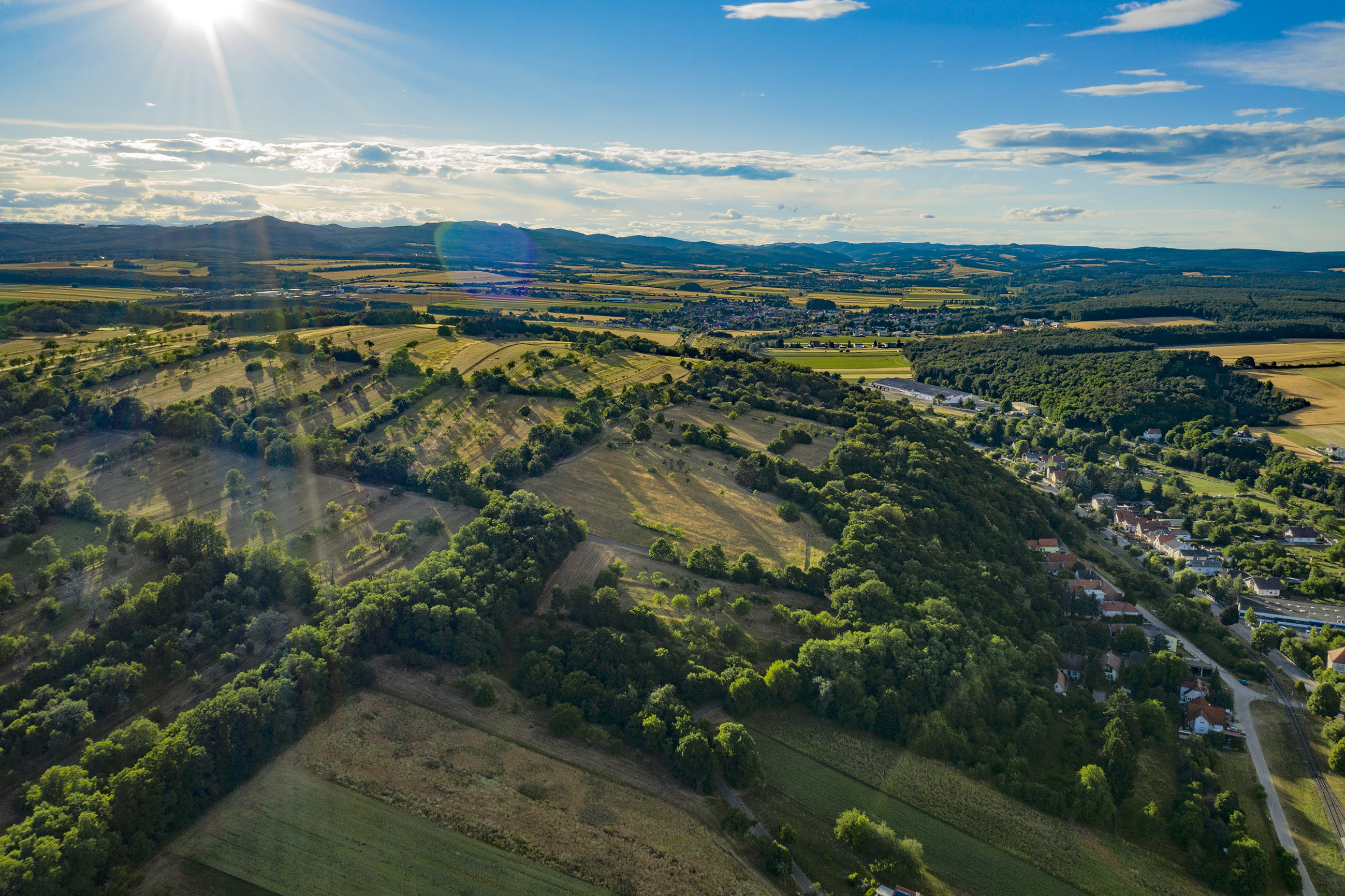
Streuobstwiesen am Stoober Biri

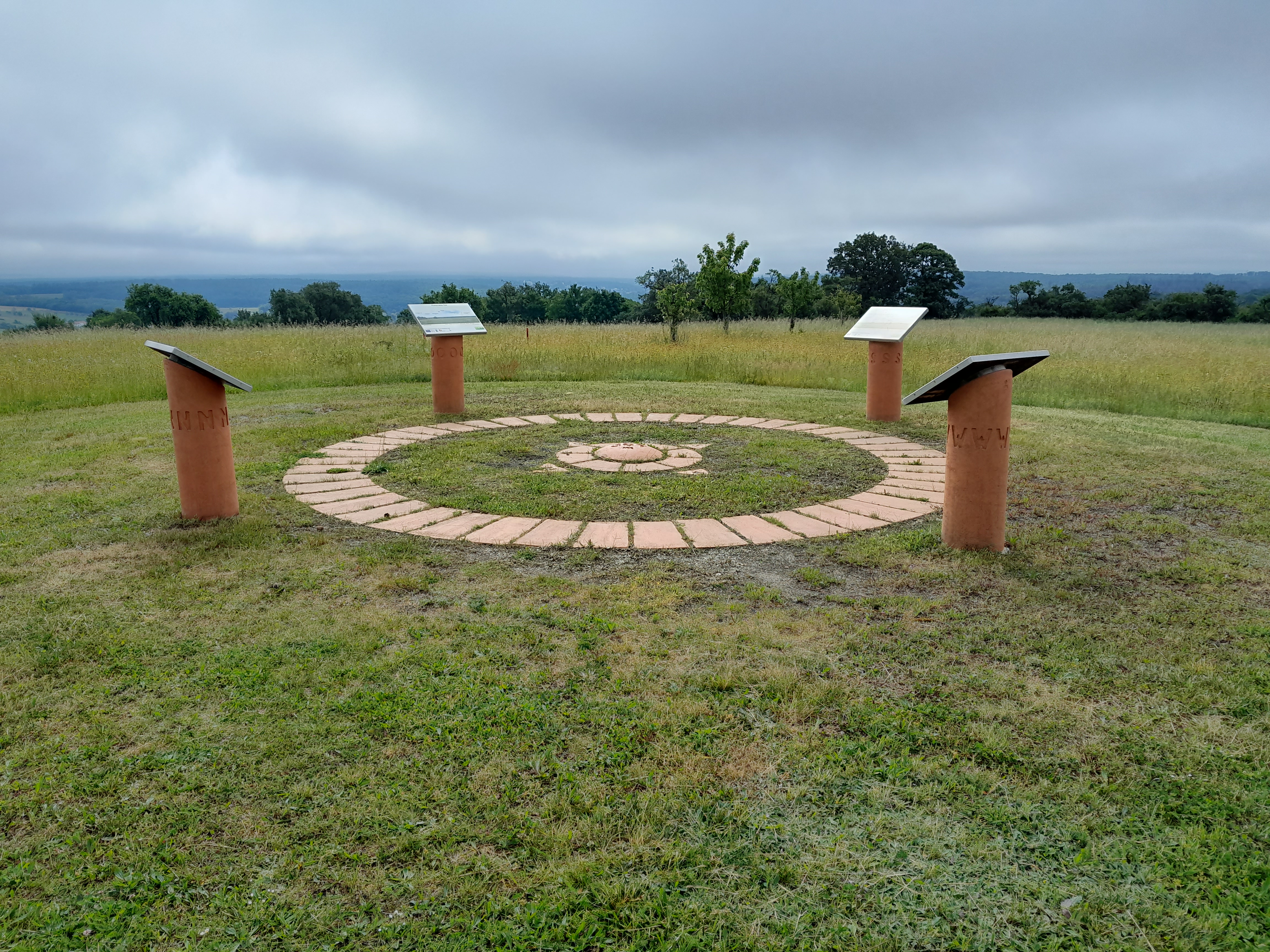
Höchster Punkt von Stoob im Biri

Das Stoober Biri (auch Noplerberg oder kurz Nopler) ist ein unter Landschaftsschutz stehendes Naherholungsgebiet in der Gemeinde Stoob im Burgenland, das von Streuobstwiesen, Hainen, Hecken, Feldern und Waldgebieten geprägt ist. Es handelt sich um eine gewachsene Kulturlandschaft und gleichzeitig mit über 100 Hektar um das größte zusammenhängende Streuobstwiesengebiet des Burgenlandes.
Der Name Biri entstammt dem regionalen Dialekt für „Gebirge“ und hat durchaus einen scherzhaften Hintergrund.

## Lage und Geologie
Der „Nopler“ ist Teil einer Hügellandschaft im Mittelburgenland, wo sich Hügel und Täler mit Bächen abwechseln und Richtung Osten in der Pannonischen Tiefebene aufgehen. Pannonisches Klima prägt in weiten Teilen bereits dieses Becken, die Klimagrenze zwischen alpinem und pannonischem Klima folgt dem Stooberbachtal an seinem Nordhang.
Als zentraler Teil des westlichen Oberpullendorfer Beckens findet er sich in Gesellschaft mit anderen niederen Hügeln mit etwas Abstand zu 3 Gebirgszügen, die die östlichsten Ausläufer der Ostalpen und gleichzeitig einen nach Osten hin offenen Kessel bilden. Westlich an diesen Kessel grenzt die Bucklige Welt, innerhalb des Kessels grenzt das Gebiet im Südwesten an das Landseer Hügelland mit dem erloschenen Vulkan Pauliberg, nordöstlich – noch in dem Kessel und getrennt durch den Stooberbach – liegt das Blaufränkischland im östlichen Oberpullendorfer Becken. Danach folgt das ungarische Grenzgebiet und der Neusiedler See. Südöstlich findet sich mit einer Kuppe westlich von Oberpullendorf mit dem Fenyös ein weiterer erloschener Vulkan und dahinter das Rabnitz-Tal mit Steinberg-Dörfl und weiter das Bernsteiner Gebirge und Günser Gebirge und das Rechnitzer Fenster.
In der unmittelbaren Nähe im Tal des Stooberbaches finden sich die Gemeinden Neutal, Stoob und Oberpullendorf.
| Neutal    | Stoob                                       | Stoob-Süd       |
|           | Kompassrose, die auf Nachbargemeinden zeigt | Oberpullendorf  |
| Draßmarkt |                                             | Steinberg-Dörfl |

Der Noplerberg wird auf der Nordwestseite vom Harlingbach begrenzt, an diesem Rand finden sich steile Anstiege und Aufschlüsse.

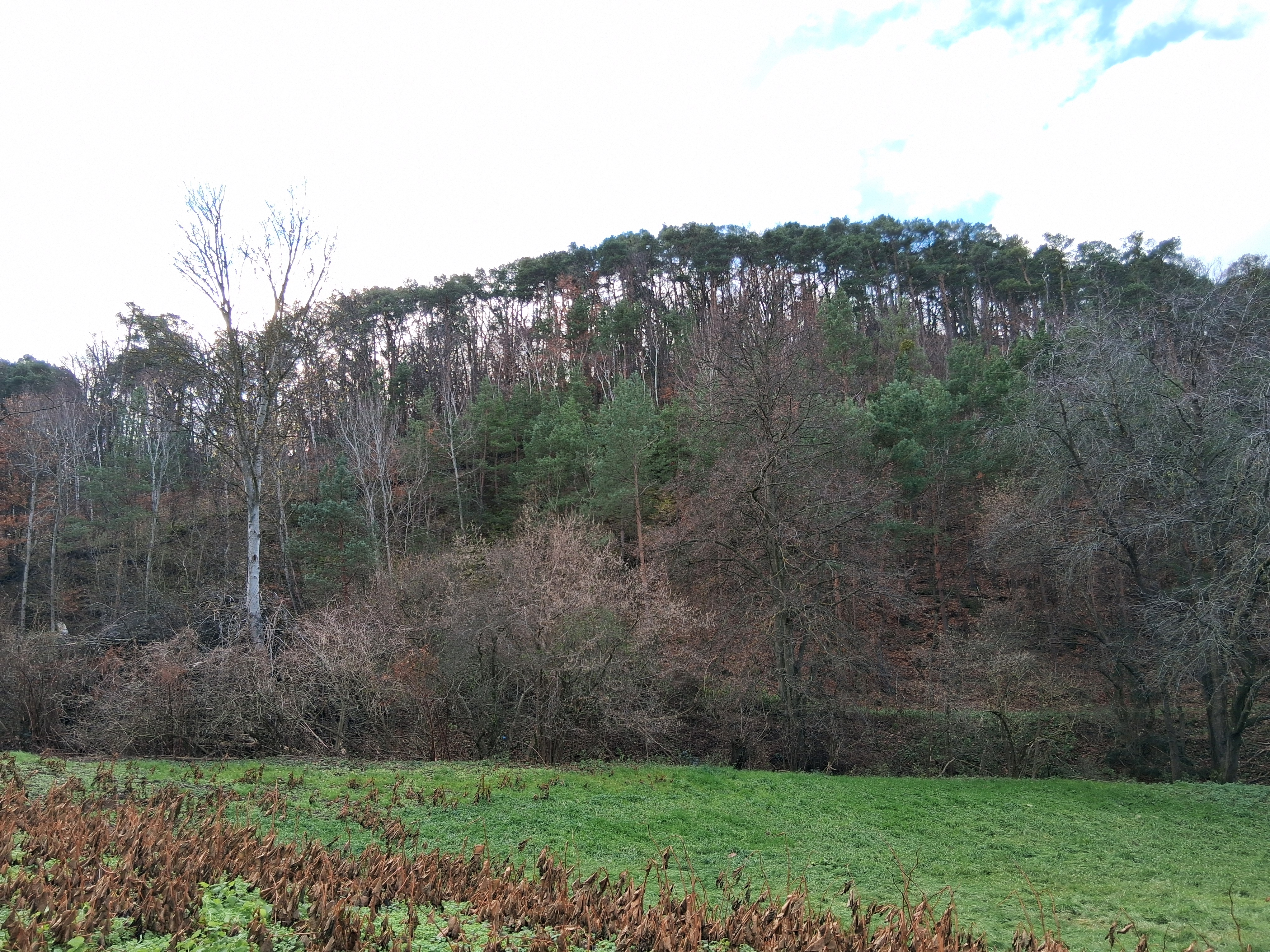
Schieferaufschluss am Westhang mit altem Bachbett des Harlingbaches

Der steile Anstieg auf Höhe des Harlingbaches führt relativ schnell zum höchsten Punkt von Stoob mit 364 m ü. A., während weiter Richtung Osten ein flacherer Abfall wieder ins Tal führt.
Der Nordgrenze Richtung Osten folgt der Stooberbach dem Tal, in dem sich die Ortschaft Stoob entwickelt hat und dieser floss vor der Regulierung nahe der Nordflanke entlang – heute etwas nördlicher und damit zentraler im Tal. Die nördlichen und westlichen Hügelflanken sind heute über weite Strecken von Wald bedeckt und an der nach dem Berg benannten Noplerstraße auch besiedelt. Richtung Osten weicht beides klassischen Äckern.

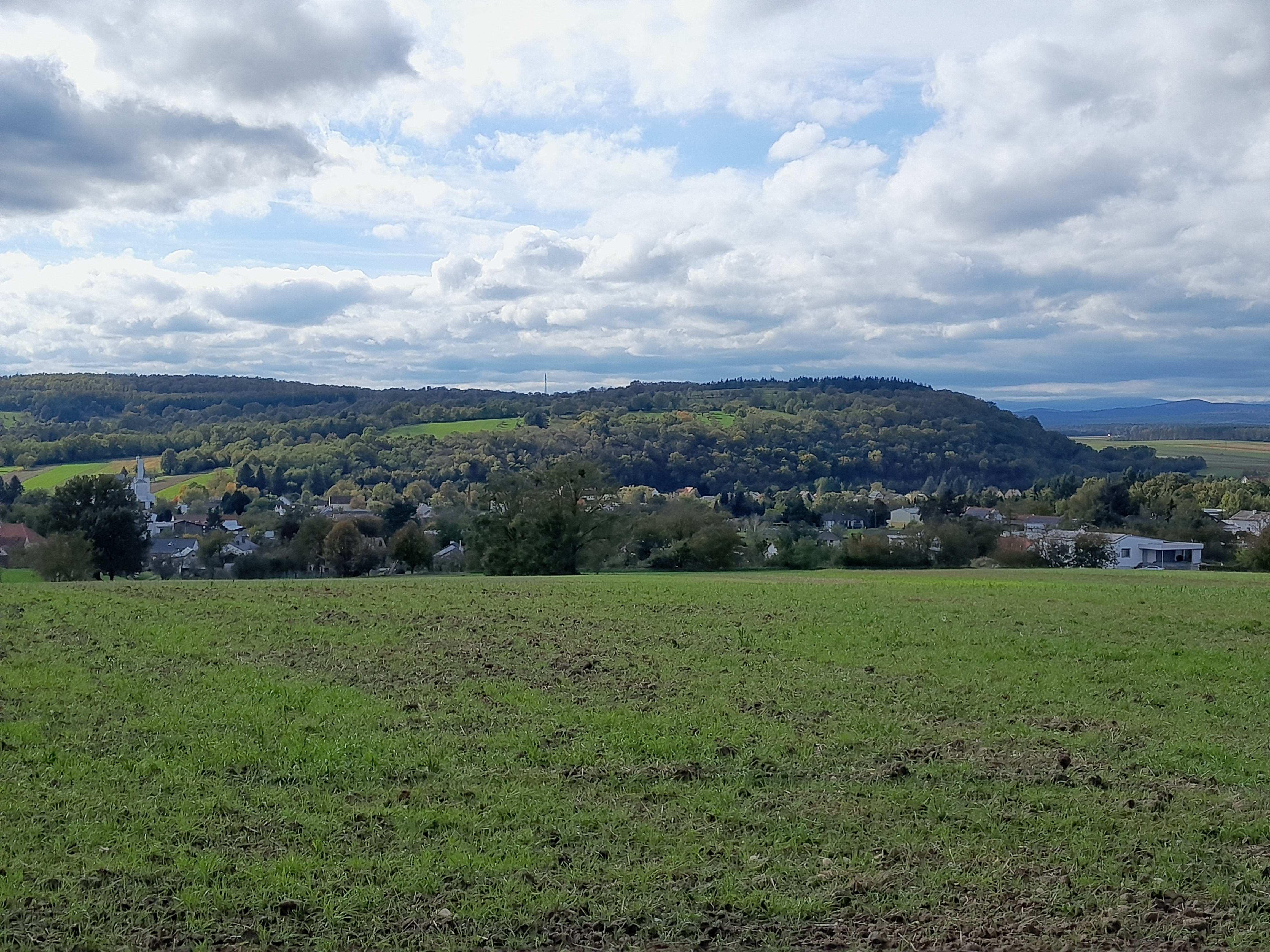
Der Noplerberg im nördlichen Profil vom Stooberbachtal (Aufnahme vom gegenüberliegenden Hügel auf das Landschaftsschutzgebiet „Biri“; Blickrichtung Südwesten zur vorgelagerten Gemeinde Stoob)

Diesem Tal folgt entlang der Hügelflanke auch die ehemalige Eisenbahnlinie (vormals Burgenlandbahn, heute touristisch für Draisinen-Touren genutzt, Zugverkehr wurde eingestellt) sowie die Burgenland Straße B50, die heute direkt durch die Ortschaften führt. Ihre Vorläuferin folgte der Nordflanke des Hügels.
Parallel zum Tal wurde die S31 über die Südseite des Hügels gebaut. Eine lange Brücke wurde dafür an der Westseite angebaut und die Straße im Hügel eingebettet, der dafür teils abgetragen wurde. Die Schnellstraße folgt dem Berg. Sie mündet zwischen Oberpullendorf und Steinberg-Dörfl in die B50 und führt dann an die ungarische Grenze.

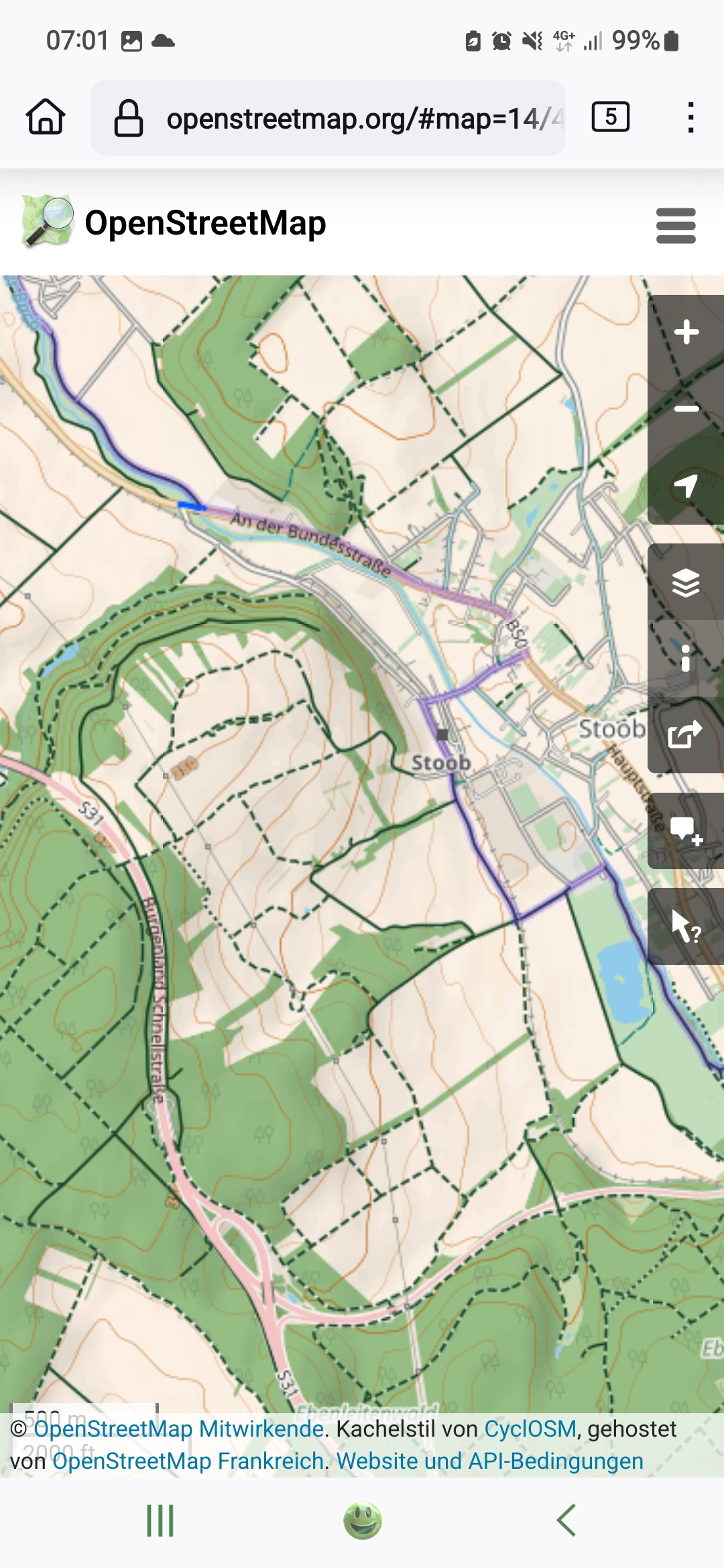
OpenStreetMap, Stoob-Stoob Süd

Eine Abfahrt der S31 im Osten, die zwischen Stoob und dem Ortsteil Stoob-Süd verläuft, bildet eine klar sichtbare Grenze, eine natürliche Grenze ist durch den flachen Ausklang auf dieser Seite kaum erkennbar.
Nordwestlich dieser Spange der S31 erstreckt sich das Landschaftsschutzgebiet. Südöstlich und entlang der Verlängerung zur B50 folgt ein Anstieg der Landschaft zum Fenyös.

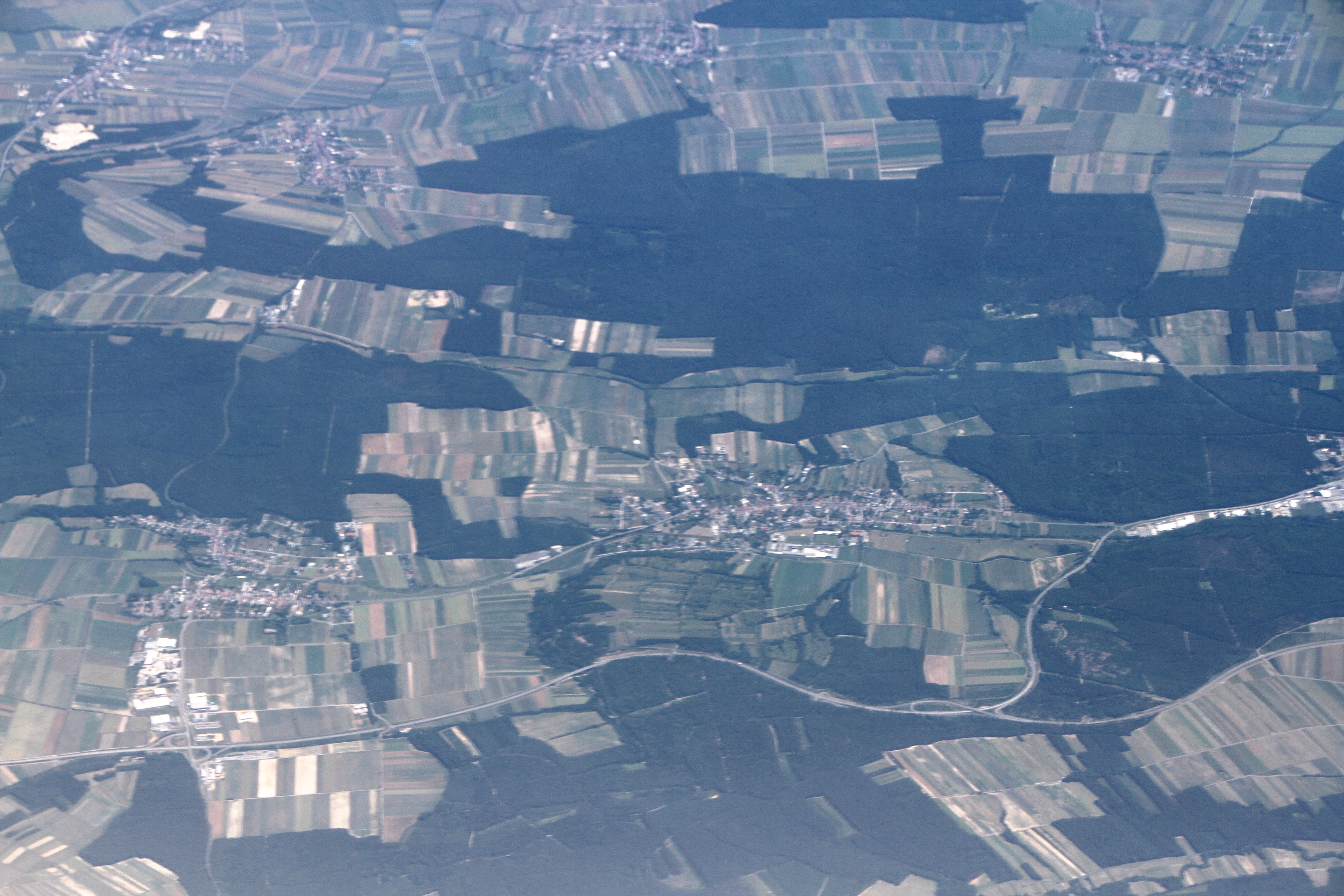
Luftaufnahme von Stoob, zentral zwischen S31 (unterer Bildbereich) und der Siedlung das Biri

Zahlreiche Gräben, die teils von Wasserabflüssen und teils von der historischen Benutzung als Hohlweg geformt wurden sowie hügelige Strukturen prägen das Landschaftsbild in weiten Bereichen.
Geologisch besteht das Biri zu großen Bereichen aus Schiefergestein und zeichnet sich durch Lehm- und Tonvorkommen aus, die früher auch abgebaut und in Stoob zu Keramik aller Art verarbeitet wurden. Diese Tradition führte zur Gründung der „Fachschule für Fliese, Keramik und Ofenbau“ und zu einem umfassenden Töpfer- und Hafnerwesen mit regional typischen Designs und Gefäßen wie dem Stoober Plutzer.
Der kalkarme, lehmige Boden und das einzigartige Mikroklima der Region bieten vielen Tier- und Pflanzenarten eine Heimat, vor allem bei den Obstbäumen finden sich alte, regionale Sorten und optimale Bedingungen für Pflanzen wie Speierling- und Maronibäume, die zahlreich in sehr alten, großen Bäumen präsent sind. Zwei außergewöhnlich alte Speierlingbäume wurden 2013 als Naturdenkmäler registriert.

## Geschichte
Bis ins 19. Jahrhundert war die Südseite des Biri mit Weingärten bepflanzt. Durch Krankheitsbefall wurden diese gerodet und Streuobstwiesen mit Weidekulturen übernahmen ihren Platz.
Bereits aus der Römerzeit und später den Awaren gibt es Hinweise auf Besiedlung des Gebiets, erst ab dem Mittelalter ist durch Lehensvergabe eine Bewirtschaftung des Biri unter streng geregelter Herrschaft belegt. Aus dieser Zeit stammen auch die ersten Hohlwege, die sich bis heute als Gräben neben den neu errichteten Wegen erhalten haben.

## Galerie

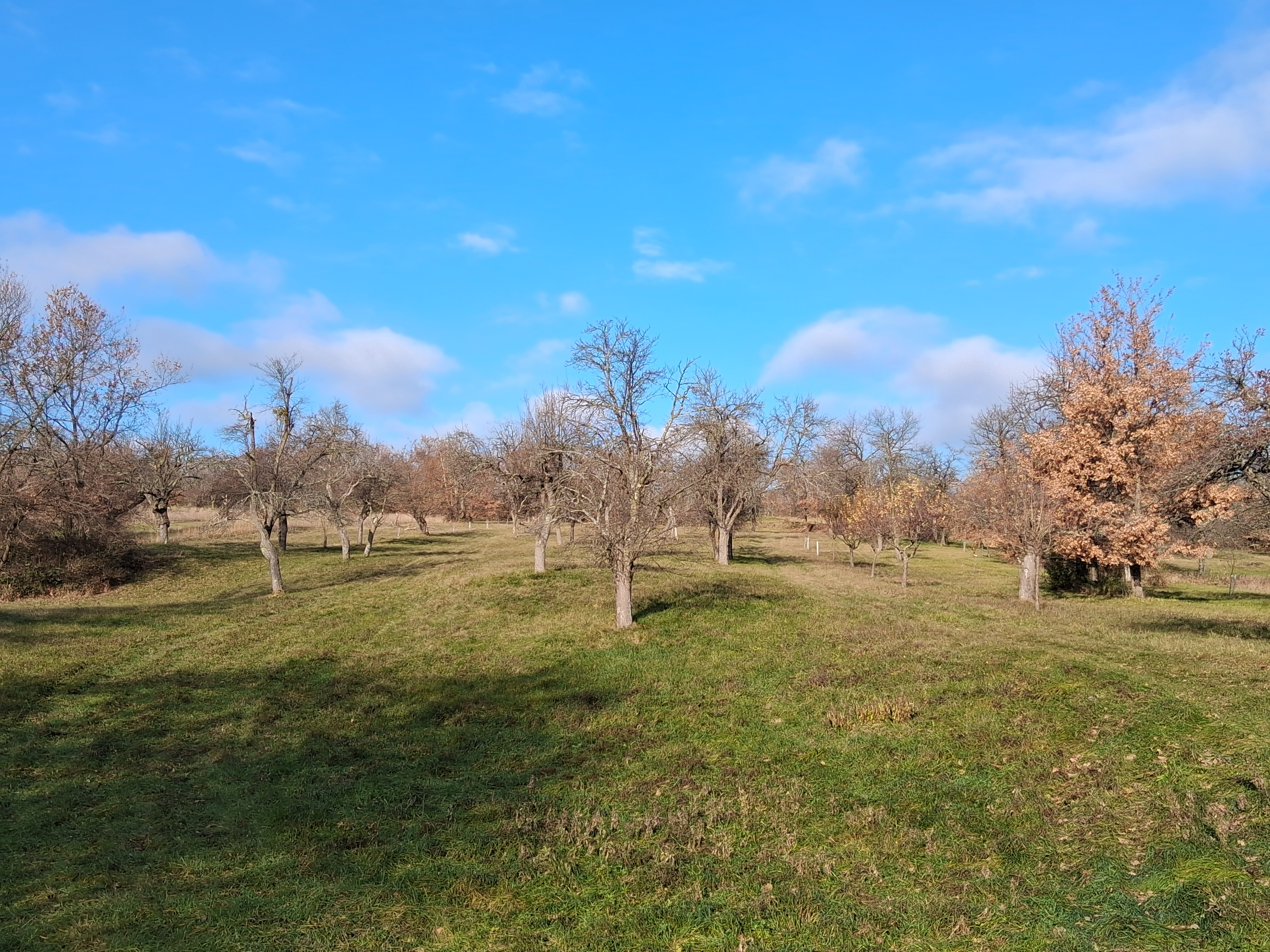
Typische Streuobstwiese im Stoober Biri (Nahansicht)
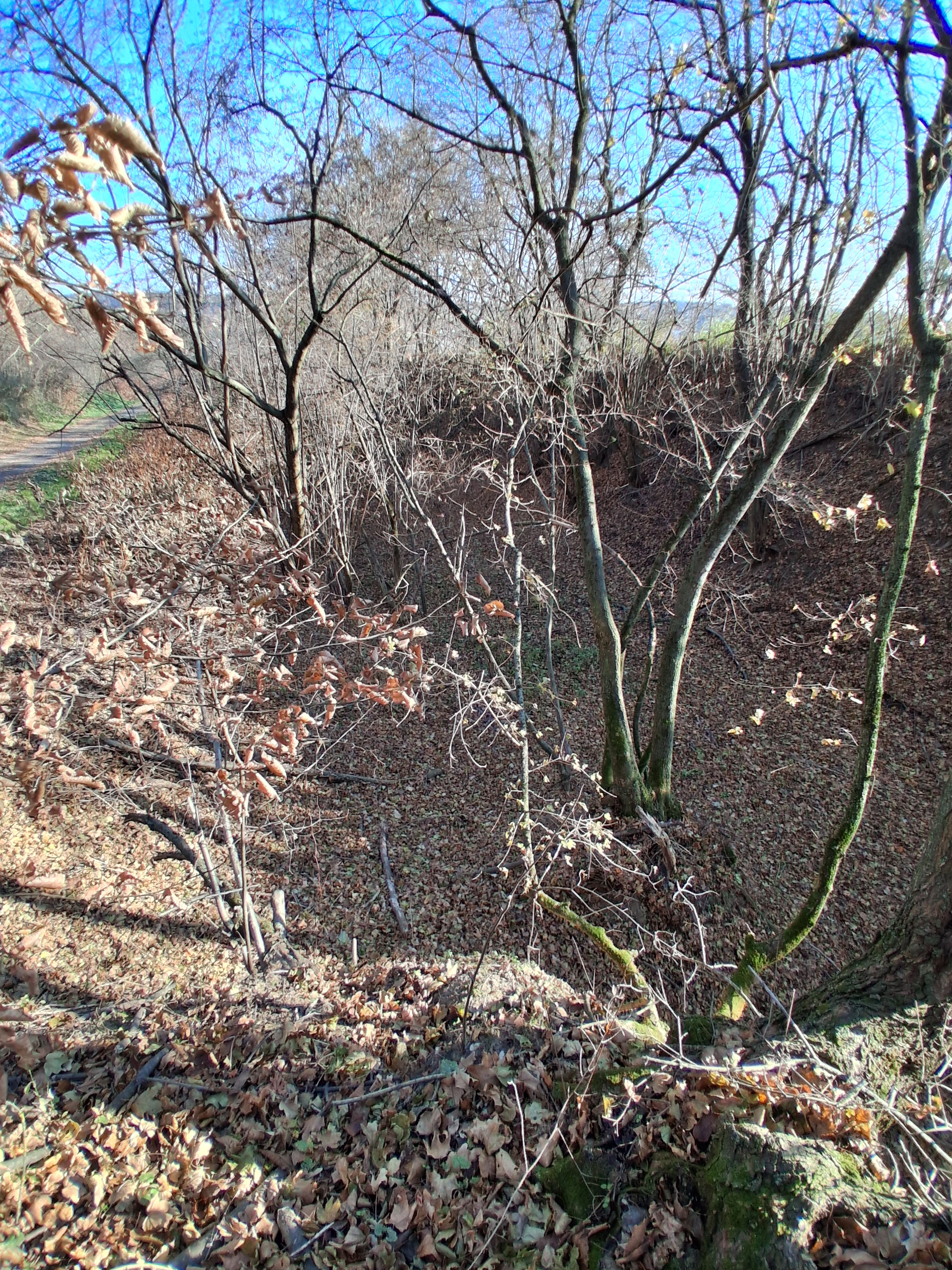
Ehemaliger Eingangsbereich zum Biri[9] – der Petergraben mit daneben angelegtem modernen Weg
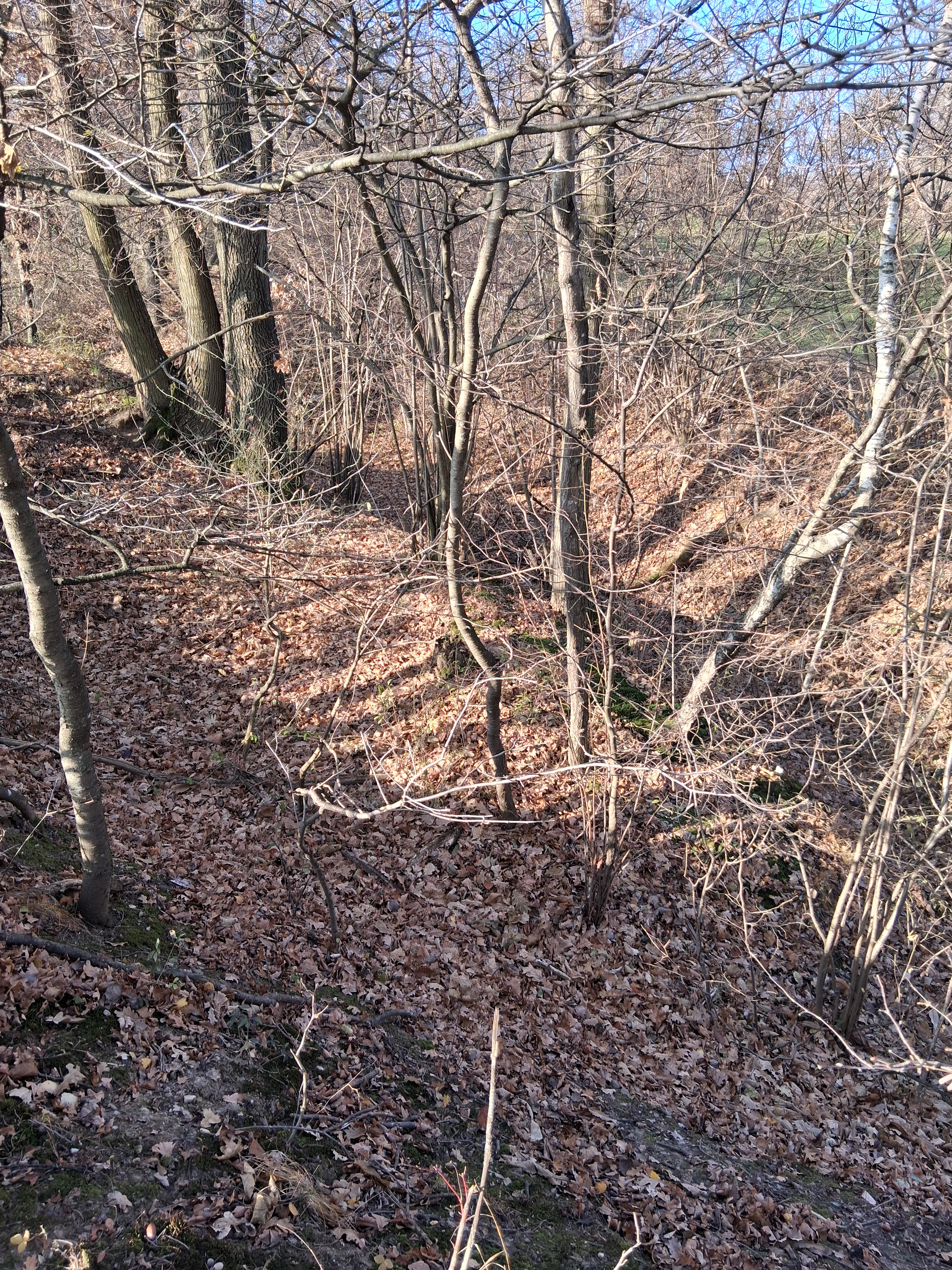
Detailansicht des mittlerweile verwilderten Petergrabens
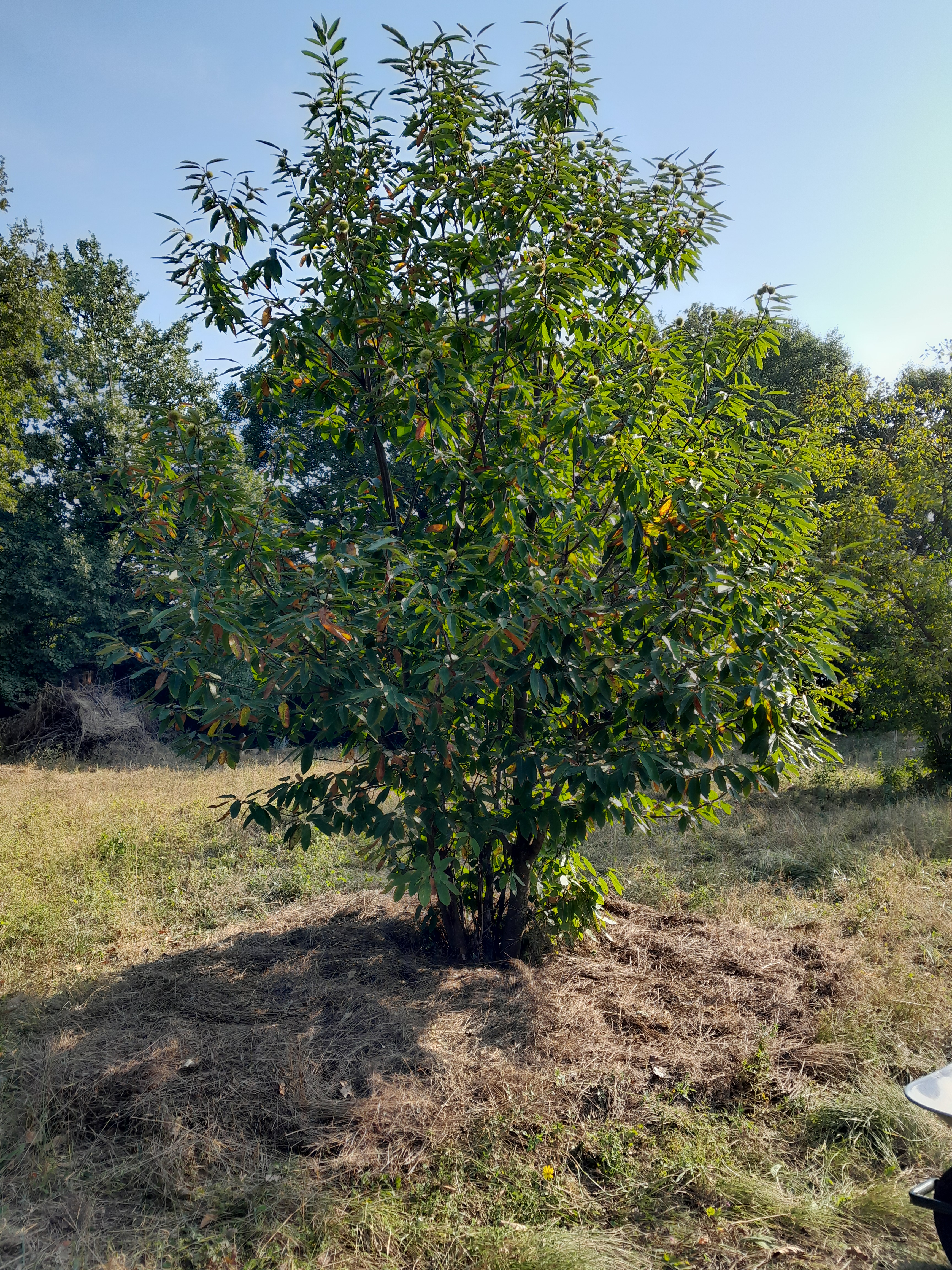
Junger Kastanienbaum – typische Art (Maroni) für das mittlere Burgenland
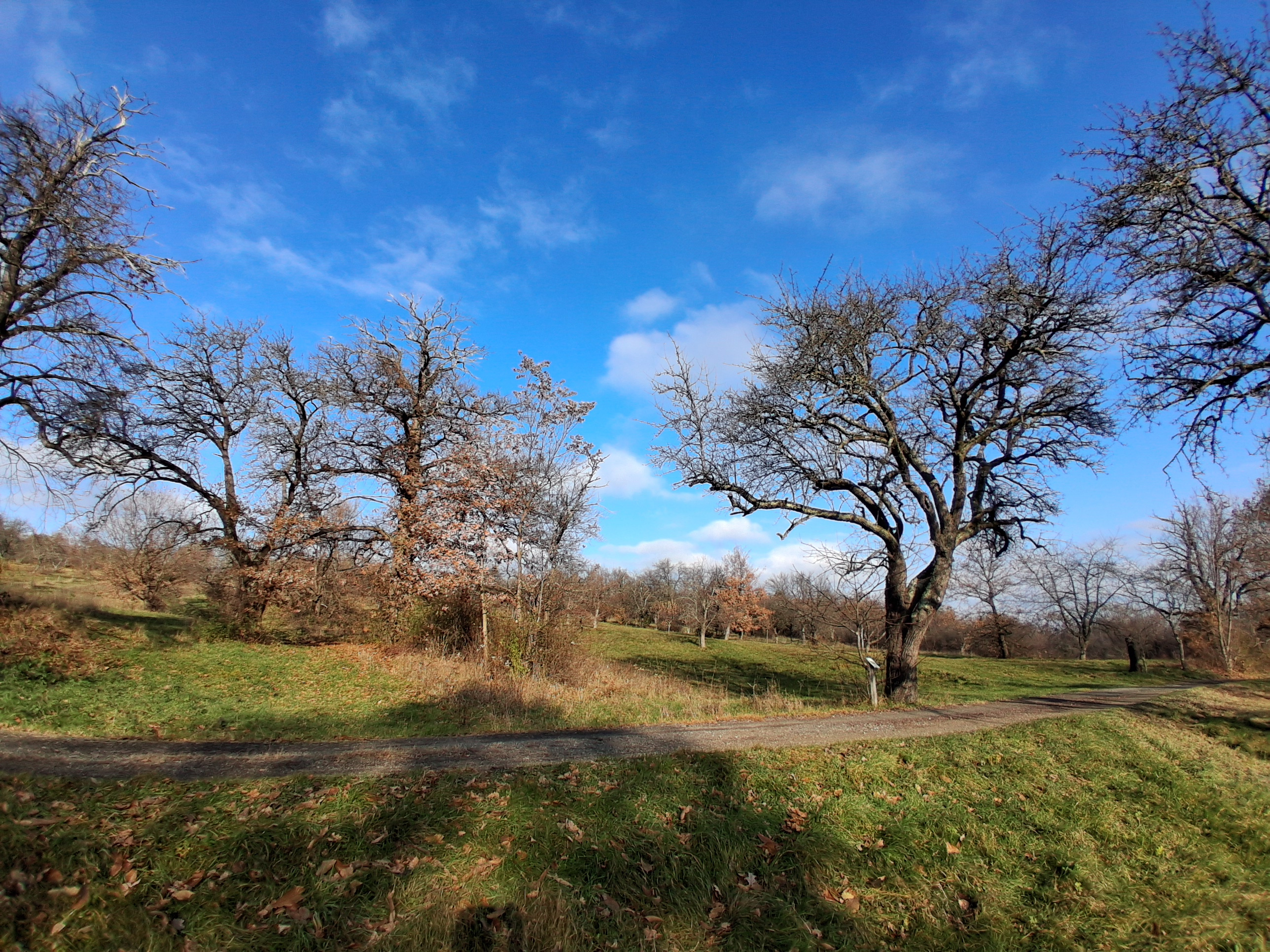
Alter Baumbestand: Maronibaum und Scheibelbirne (eine alte, regionale Birnensorte)